# ヴィンス・パパーリ
ヴィンス・パパーリ (Vince Papale 1946年2月9日-) はペンシルベニア州チェスター出身の元アメリカン・フットボール選手。パパーリは1974年から2年間だけ存在したプロフットボールリーグ・WFLのフィラデルフィア・ベルで2シーズンプレーした後、NFLのフィラデルフィア・イーグルスで3シーズンプレーした。2006年に公開された映画「インヴィンシブル 栄光へのタッチダウン」はパパーリをモデルとして製作された映画である。

## 略歴
イングランドとイタリアからの移民である両親の間に生まれた彼は、高校時代、陸上競技、バスケットボール、アメリカンフットボールを行った。高校卒業時に5フィート7インチ、160ポンドと小柄だった彼は、フットボールでの奨学金のオファーを受けられず、陸上競技選手として、聖ジョセフカレッジから奨学金のオファーを受けて進学、陸上競技チームのキャプテンを務めた。卒業後、パパーリは高校で教師をしながら、セミプロのアメリカン・フットボールリーグでプレーしている時にWFLのトライアウトに合格し、ワイドレシーバーとしてフィラデルフィア・ベルに入団した。フィラデルフィア・ベルでは1年目にレシーブで121ヤードを獲得、2年目は49ヤードのTDレシーブの1回のみに終わったが、スペシャルチームで目覚しい活躍をしていた。
その活躍がフィラデルフィア・イーグルスの目に止まり、HCディック・ヴァーミールが行った個人練習に招待され、イーグルスに入団することになった。この時、パパーリは30歳であり、NFL史上最高齢のルーキーであるとともに、キッカー以外のポジションの選手で大学アメリカンフットボールの経験がない初めての選手となった。イーグルスでもワイドレシーバーとスペシャルチームの選手としてプレーし、3年間所属した。3年間のプロ生活で41試合に出場し、2ファンブルリカバー（内1回はヴァーミールヘッドコーチのNFL初勝利に貢献するプレー）と15ヤードのパスレシーブを1回記録した。1978年、パパーリはチームメイトからの投票でスペシャルチームキャプテンに選出され、同年、チームに対する数多くの献身的な行動からイーグルスのマン・オブ・ザ・イヤーに選ばれた。1979年に肩の怪我により引退し、引退後は8年間、TVやラジオでNFL関連のキャスターの仕事をした後、住宅ローン関係の銀行家になった。
2001年、パパーリは大腸癌と診断されたが、がんを克服し、早期発見の重要性を啓発するCMに出演するなど、がんの定期健診のスポークスマンを務めた。